# Brimhall Nizhoni, New Mexico
Brimhall Nizhoni, New Mexico (енгл. Brimhall Nizhoni) насељено је место без административног статуса у америчкој савезној држави Њу Мексико.

## Демографија
По попису из 2010. године број становника је 199, што је 174 (-46,6%) становника мање него 2000. године.
| Група             | 2000.    | 2010.    |
| Белци             | 0 (0,0%) | 0 (0,0%) |
| Афроамериканци    | 0 (0,0%) | 0 (0,0%) |
| Азијати           | 0 (0,0%) | 0 (0,0%) |
| Хиспаноамериканци | 2 (0,5%) | 5 (2,5%) |
| Укупно            | 373      | 199      |